# August Straub (Politiker, 1812)
August Straub (* 3. August 1812 in Lörrach; † 11. Februar 1879 in Freiburg im Breisgau) war ein deutscher Mediziner und Politiker.

## Leben
Als Sohn eines Kanzlisten geboren, studierte Straub Philosophie und dann Medizin in Freiburg. Während seines Studiums wurde er 1832 Mitglied der Burschenschaft Germania Freiburg. 1834 wurde er zu acht Tagen Gefängnis und einem strengen Verweis verurteilt, da er an einer verbotenen Versammlung in Freiburg und am Münsterplatzexzess am 29. August 1832 teilgenommen hatte. Er wurde zum Dr. med. promoviert und war ab 1838 als praktischer Arzt und Hebearzt (Geburtshelfer) in Freiburg tätig. Er gehörte auch dem Bürgerausschuss und dem Gemeinderat an und war Vorstand des Gewerbevereins. 1848 war er Mitglied des Vorparlaments. Für die Stadt Freiburg war er von 1867 bis 1868 Abgeordneter der Badischen Ständeversammlung.